# Rhinoraja obtusa
Rhinoraja obtusa är en rockeart som först beskrevs av Gill och Townsend 1897.  Rhinoraja obtusa ingår i släktet Rhinoraja och familjen egentliga rockor. Inga underarter finns listade i Catalogue of Life.